# 极地号
极地号是由中国船舶集团第七〇八研究所设计、中国船舶集团广船国际建造的中国第一艘自主设计并建造的极地破冰船。